# The Four Seasons
The Four Seasons — американський рок та поп-гурт, який домігся міжнародної популярності на початку 1960-х років. 1990 року був включений до Зали слави рок-н-ролу, а в 1999 — до Зали слави вокальних гуртів.

## Заснування гурту
Засновник гурту Four Seasons Френкі Валлі (справжнє ім'я якого Френсіс Кастелуччі) народився в 1937 році в містечку Ньюарк, що в штаті Нью-Джерсі. Батько його був звичайним перукарем, а пізніше працював на залізниці. З самого дитинства Валлі був захоплений джазом і часто відвідував концерти, що проходили в рідному місті. Крім цього, він захоплювався класичним ритм-енд-блюзом і обожнював The Clovers і Drifters. 1944 року Валлі опинився на концерті Френка Сінатри, після чого твердо вирішив для себе, що обов'язково буде співаком. Починаючи з 1950 року Валлі співав у різних шкільних колективах та місцевих клубах. 1953 року. Коли йому було 16 років, світ побачив його дебютний сингл під назвою My Mother's Eyes. 1954 року він зібрав гурт під назвою The Varietones, яка в 1956 році змінила назву на Four Lovers. 1956 року гурт уклав контракт з фірмою RCA; вийшов сингл You Are the Apple of My Eye, який, однак, не мав відгуків. Кілька років після цього гурт виступав на різних майданчиках, не записуючи жодного матеріалу. Тричі за цей час квартет виступив на популярному музичному шоу Еда Саллівана.

## Історія та життя гурту

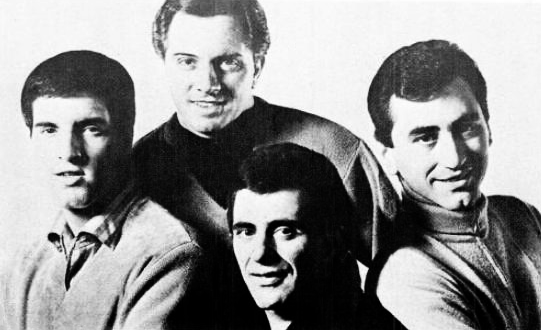
Класичний склад гурту у 1966 році.

У 1960 році у складі гурту відбулися зміни — двоє музикантів пішли, а на зміну їм прийшли інші, одного з них звали Нік Массі. Було змінено і назву — з 1960 року гурт став називатися Four Seasons. Перший сингл нового складу називався Bermuda — він не мав успіху у слухача. Минуло ще два роки, перш ніж в 1962 році сингл Sherry підкорив американський хіт-парад і посів перше місце. Популярність Four Seasons почала стрімко зростати. Наступні два сингли знову зайняли перше місце. Автором пісень гурту, а заодно і їх продюсером був відомий Боб Крю (Bob Crew), який був одночасно і автором Елвіса Преслі. 1962 року Валлі був страшно обурений, коли Крю віддав Елвісу пісню Don't Be Cruel, що призначалася спочатку для Four Seasons.
Роки з 1962 по 1964 були зоряними для гурту — десяток пісень потрапив до топ-10 американського хіт-параду, не кажучи вже про те, що багато з них зайняли найвищу позицію. 1964 рік був ознаменований виходом синглу Rag Doll — класикою американської поп-музики. 1965 року гурт залишив Нік Массі — один з її лідерів. Але Валлі і співтовариші продовжили без нього. До 1968 року гурт продовжував успішно виступати і писати пластинки. 1967 року вийшла пісня I Can't Take My Eyes Off Of You — ще одна пісня, яка стала класикою американської поп-музики. 1970 року черговий сингл колективу посів в хіт-параді 94 місце. Стало ясно, що популярність від гурту йде, та й самі музиканти втомилися від постійних гастролей і записів, тому Валлі розпустив Four Seasons. Гурт і сам Валлі замовкли до 1975 року, коли, знову зібравшись, вони записали пісню Who Loves You, що потрапила в першу десятку хіт-параду. Цього разу гурт проіснував до 1977 року і знову був розпущений. В умовах сімдесятих, коли пристрасті публіки сильно змінилися, Four Seasons могли викликати емоції тільки у старих шанувальників, а так їх просто ніхто не помічав. Після розпаду Валлі сконцентрувався на сольній кар'єрі: наприклад, він заспівав заголовну пісню у фільмі Greace.
У 1980 році Валлі знову скликав старих товаришів під прапори Four Seasons — гурт потихеньку став давати концерти. 1990 року Four Seasons були зараховані до Зали слави рок-н-ролу. 24 грудня 2000 помер Нік Массі.